# Sticlăria, Iași
Sticlăria este un sat în comuna Scobinți din județul Iași, Moldova, România. Așezarea, atestată documentar în 1764, evocă, prin numele său existența pe aceste meleaguri a unei manufacturi (fabrici) de sticlă, transformată, apoi, în fabrică de sodă.
Manufactura de sticlă, prima din Moldova, a fost înființată, în anul 1768, de către Marcu Jidov (Marcovici Herței), pe moșia Vitejeni, aparținând familiei Cantacuzino. Fabrica avea trei meșteri și 60 lucrători. Folosea nisipurile sarmațiene locale, care au un orizont gros de 35-40 m și un conținut de cuarț de 55-60%.
Existența satului Sticlăria este mai veche, fiind dovedită de mărturiile străbunilor, dar și de unele toponime, ca, de exemplu:Dealul Bejeniei, situat în nord-vestul satului, denumirea având o semnificație socială, sinonimă cu pribegia, Siliștea Sîngeap sau Poiana lui Sîngeap, loc despădurit, la nordul satului actual, vatră de fost sat. Aici, în Poiana Veverițelor, așa cum o numeau cumanii, domnitorul Iuga cel Olog a întemeiat o mănăstire, pe la 1399, dăruind-o cu pământuri și sate, așa cum era și așezarea Vitejeni, numită așa datorită eroismului locuitorilor în luptele purtate de Domnie împotriva dușmanilor.			Referitor la originea sa, se știe că el era fiul lui Roman I (1391-1394) și al primei soții a acestuia, o principesă de origine lituaniană, al cărei nume nu s-a păstrat de-alungul secolelor, dar care provenea din neamul Koriatovicilor, cârmuitorii Podoliei. O dovadă că mama lui se înrudea cu aceștia este faptul că a fost botezat Iuga (Iurga, Iurg, Iurie), nume lituanian rutenizat (echivalent cu cel de Gheorghe), după un membru marcant al familiei domnitoare podoliene și anume Iurie Koriatovici										Iuga Ologul a avut drept frați, după ambii părinți, pe Mihail și pe Ștefan (care, sub numele de Ștefan I, a guvernat Moldova, înaintea sa, între 1394-1399), iar, doar după tată, pe Alexandru (viitorul domn Alexandru cel Bun, ce a cârmuit statul românesc est-carpatin, între 1400-1432) și pe Bogdan „jupanul”.	
Cu supranumele de „Ologul” (mai mult ca sigur cu înțelesul de „Paraliticul”), îl întâlnim numai în Letopisețul de la Putna, întocmit, în primii ani ai veacului al XVI-lea, motivele, pentru care a rămas în istorie cu această poreclă, necunoscându-se cu precizie (probabil că suferea de o boală care îi îngreuna deplasarea).							 
Mănăstirea a fost înzestrată de mulți alți domnitori, datorită poziției strategice, lăcașul de cult fiind așezat pe drumul care lega curtea domnească de la Hîrlău de Suceava, vechea capitală a Moldovei.Începutul secolului al XIX-lea, găsește mănăstirea într-o stare deplorabilă(drept exemplu al sărăcirii locului de închinăciune este prezentată cererea părintelui Ioan, starețul Mănăstirii Sângeap, care se ruga pentru primirea „vreunui ajiutor” pentru cumpărarea unei Psaltiri), fapt ce permite autorităților (din timpul domniei lui Alexandru Ioan Cuza) s-o desființeze, strămutând locuitorii Sângeapului în satele din jur. De menționat, că sunetul clopotelor mănăstirii se mai aud, deoarece astăzi cheamă la rugăciune pe urmașii slujbașilor mănăstirești de la biserica din satul Pârcovaci. De asemenea, spre pădurea din apropiere, s-a păstrat denumirea veche a unui iaz „ Martina”, după numele soției domnitorului Iuga.		 Totuși, studiind izvoarele arheologice și documentele recente, vatra satului Sticlăria datează din epoca preistorică, fragmente de ceramică de tip Precucuteni fiind descoperite în punctul Prisecaru-Bița D.-Pintilie C. De asemenea, pădurile din zonă deveneau adăpost sigur pentru populațiile aflate în satele din vale, atunci când erau amenințați de populații străine sau de lăcomia boierilor.
Oamenii locului, care se îndeletniceau cu cultivarea plantelor, creșterea animalelor, exploatarea carierelor de piatră și prelucrarea lemnului, nu erau calificați pentru fabricarea obiectelor din sticlă, așa că au fost aduși lucrători din Galiția. Pentru că vorbeau limba rusă, ei au primit denumirea de ruși, ca și partea de vest a satului, unde și-au construit casele și și-au adus familiile.
Manufactura nu a funcționat mult timp, deoarece rezervele de siliciu, materia primă în fabricarea sticlei, secătuiseră, iar proprietarii ei au dorit mutarea activității în zonele mai aglomerate din preajma târgului Hîrlăului.
Pe lângă ruși, în partea răsăriteană a localității s-au așezat familii venite din Țara Maramureșului și din Bucovina(care se ocupau cu creșterea animalelor, fiind și meșteri în prelucrarea lemnului și a metalelor), fapt ce a determinat ca această parte de sat să se numească Ungureni, toponim care dăinuie, ca și Ruși, până în zilele noastre. 
Prima școală din sat s-a construit, prin 1882, în partea de sat, denumită Ungureni. În anul 1911, a fost înființată Școala Sticlăria, de numele căreia se leagă o generație întreagă de dascăli, dintre care amintim fam. Galeriu Toader. Localul școlii cuprindea o sală de clasă și două cămăruțe pentru locuința învățătorului.
Fiii învățătorului, Vasile și Constantin Galeriu, au purtat mai departe făclia învățăturii, luminând generații de tineri, care au devenit, la rândul lor, dascăli sau gospodari de frunte ai comunei.
În anul 1958, s-a construit noul local al școlii gimnaziale, care a scos generații de absolvenți, de pregătirea lor ocupându-se, cu dăruire și perseverență, iluștrii dascăli ca: familia Palade, familia Mușei, familia Boca, familia Vasilică, familia Hriscu, familia Maftei, familia Amaxinoaie, care, alături de tinerii veniți din întreaga țară( Sângă, Chirilă, Răducanu, Stoian, Mărioara Cor, ș.a.) au determinat ridicarea calității învățământului în acest loc „ uitat de lume”.	De asemenea, unii dintre tinerii veniți de pe meleagurile îndepărtate( Vasilică Zorița, Lutic Elena, Pintilie Valentina, ș.a.) au fost fermecați de frumusețea locurilor și farmecul sticlărenilor, continuând să rămână și să modeleze viitoare generații de elevi.http://commons.wikimedia.org/wiki/File:Cadre_didactice_de_la_%C5%9Ecoala_Sticl%C4%83ria(anii_%27_70).jpg
Biserica din satul Sticlăria, cu hramul Duminica tuturor Sfinților, care și-a păstrat și hramul bisericii vechi(S f. M.Mc. Dimitrie), a fost construită în perioada 1953-1957, prin contribuția localnicilor și a locuitorilor satelor din zonă, la inițiativa preotului Ioan Budăi. Până atunci, enoriașii erau nevoiți să se înghesuiască în bisericuța aflată în partea satului numită Ruși, unde astăzi se mai pot vedea urmele străbunilor prin intermediul unei troițe și a câtorva morminte. 						Demn de remarcat este că din vechea biserică s-au donat unele obiecte(d e exemplu, catapeteasma) bisericii din satul Miletin, așezare care i-a adăpostit pe sticlăreni în refugiul din timpul celui de-al doilea război mondial, celelalte icoane și obiecte bisericești fiind păstrate în noua biserică.
http://commons.wikimedia.org/wiki/File:Dor_de_Sticl%C4%83ria.jpg
Acest lăcaș de cult a fost sfințit în anul 1957 de mitropolitul de atunci al Moldovei și Sucevei, viitorul patriarh Justin Moisescu, dar a rămas o filie a parohie Zbereni- Cotnari până în anul 1967, când a devenit biserică parohială.
Biserica este în formă de cruce, cu absidele laterale bine reliefate, cu o singură turlă pe naos, fiind construită din piatră, acoperită cu tablă, obiectele de mobilier interior(c atapeteasma, stranele, iconostasele, ș.a.) fiind realizate din lemn de stejar.
Duhovnici de seamă au păstorit sufletele sticlărenilor. Amintim aici preoții: Nicolae Alexa și Vasile Ungureanu(d in anul 1976, slujește cu credință preotul Ioan Lutic, fiu al satului, care a înfrumusețat și dezvoltat vechea zidire creștină).
La vest de Sticlărie, se află Podul de lut și Fântâna Cerbului , prilej de a ne reaminti sfârșitul dramatic al unei idile dintre fiica domnitorului Radu Mihnea, care-și stabilise Curtea domnească în târgul Hîrlău, și o slugă, eveniment consemnat de cronicarul Ion Neculce în O samă de cuvinte: „Având Radu Vodă o fată din trupul lui, să fie fugit cu o slugă, ieșind pe o fereastră din curțile Hîrlăului. Și au făcut Radu Vodă năvod de oameni în mijlocul pădurii la o fântână ce se cheamă Fântâna Cerbului, lângă Podul de lut. Deci pre slugă l-au omorât, i-au tăiat capul, iar pre dânsa au dat-o la călugărie de-au călugărit-o”.
Într-o hotarnică din anul 1802, un bătrân mărturisește, în legătură cu hotarul Cotnarilor: „Și numai acel drum era de Țiul și mai era un drum ce vine de Poiana Văratecului, ce-i zic acum Vladnic, iar Vladnicu au fost unde este iazul lui Agriș și de la acel drum de la Văratic în drumul Țiului la Zbereni, iar alt drum sau cărare nu era, acum și pe unde este Sticlăria era codru și huci de nu putea răzbate nimene”.
În tradiția orală a satului este amintită existența unei mori de apă,dar și a unei cariere de piatră, părăsite acum mai bine de o sută de ani, ce a constituit un potențial economic al așezării, asupra căreia și-au menținut dreptul de proprietate boierii Zarifopol și Iancu Sticlăreanu, multă vreme după 1864. Ultimul a avut velnița la Zagavia, zidurile acesteia putându-se vedea și astăzi. 
În dicționarul geografic al României din anul 1920, este amintit și satul Sticlăria: „Sticlăria sat situat în partea de sud-vest a comunei Bădeni, plaiul Bahlui, județ Iași, situat pe costișa dealului Sticlăria, pe o suprafață de 344 ha, cu o populație de 85 familii, sau 440 suflete are și o biserică din lemn, cu un cântăreț și un eclersiarh. Este înconjurat din toate părțile de păduri…”.	
Tradițiile și obiceiurile populare se păstrează și în satul Sticlăria. 	La trecerea dintre ani, tinerii pornesc Alaiul Cerbului. Acest obicei a existat în zona satului Sticlăria din cele mai vechi timpuri. Discutând cu bătrânii satului, Hrițcu V. Gheorghe (92 ani) și Coșofreț V. Vasile (95 ani), ei ne-au relatat că „de când au deschis ochii” alaiul Cerbului era prezent la sărbătorile de iarnă.
Alaiul Cerbului face parte din tradiția populară a zonei, dar are o anumită specificitate în satul Sticlăria. Era un ritual la care luau parte toți membrii comunității, care primeau și mergeau după Cerb (cei care nu primeau alaiul erau blamați tot anul, cei care erau zgârciți, leneși, mândri erau ironizați de mascați). 
Încă de la Sf. Nicolae, tinerii care organizau Cerbul porneau jocul, apoi, seara, balul, la care participau și gospodarii (familiile). Apoi, tot ei organizau jocul și balul în a doua și a treia zi de Crăciun (în prima seară, mergeau cu Bereza, alai de colindători și lăutari, la fetele de măritat, unde, după colinde, urma jocul cu fata gazdei).
În ajunul Anului Nou, după ce primeau autorizarea autorităților civile și binecuvântarea preotului, tinerii, unii, îmbrăcați în uniforme de ofițeri ai armatei române, alții, costumați în haiduci (cu căciuli, ițari, jiletci, împodobite cu franjuri, mărgele, oglinzi) sau purtând diferite măști, porneau alaiul de la capăt ala satului și continuau până când ajungeau la ultimul gospodar din sat. Jocul se oprea în seara zilei de Sf. Vasile, când tinerii organizau balul cel mare, la care participa toată suflarea satului.
Cerbul era realizat din lemn, făurit de meșterii satului, fiind împodobit cu scoarțe țărănești, țesute de vrednicele gospodine.
“Le-am făcut costume tuturor băieților care formează alaiul, pentru a ține vie dragostea față de datinile străbune. Țineți minte ce vă spun: dacă nu vor mai exista aceste obiceiuri, atunci înseamnă că am rămas fără respect pentru țara asta“, spune cu tărie săteanul Costica Curecheriu.							
Modelele costumelor făcute de Constantin Curecheriu se păstrează în satul Sticlăria de peste 150 de ani. „Am opt copiii acasă și datinile învățate de la moși vreau să le las lor moștenire. Băieții apelează la mine să le fac costume de toate felurile. Cu timpul, într-o cămăruță din casă, am adunat mai multe obiecte și am făcut un muzeu“, afirmă cu tărie șugubățul sătean, iubitor al tradițiilor populare, membru al Academiei Culturale de la Sibiu.
Tinerii trebuiau să organizeze jocul și balul în zilele de Bobotează și de Sf. Ion, după care trebuiau să plătească lăutarilor și gospodarului care juca Cerbul și, apoi, să-și împartă câștigul.
Un alt obicei cunoscut localnicilor din Sticlărie este „Bereza“. În Ajunul Crăciunului, alaiul de băieți merge pe la casele unde sunt fete de măritat pentru a le colinda. Pentru că, printre flăcăi, se află, de regulă, și alesul inimii, fata care primește „Bereza“ se pregătește intens, cu bucate alese, pentru a-și dovedi calitățile de viitoare soție. 									„Tânăra se pregătește cu mâncare, dar și cu prăjituri. Un moment foarte important al obiceiului este coacerea colacului cel mare. Acesta urmează să fie dăruit băiatului pentru care fata nutrește sentimentele de iubire și cu care visează să se căsătorească“, explică Dumitru Hriscu. Din acest motiv, colacul trebuie să fie cât mai frumos. În caz contrar, alesul inimii riscă să fie luat în râs de ceilalți flăcăi, care îi reproșează că și-a ales o fată certată cu bucătăria. 					
În unele situații, se întâmplă ca tânăra să refuze alaiul. „Cele care cred de cuviință că nu s-au pregătit suficient de bine pentru a primi oaspeții nu deschid ușa atunci când vin colindătorii“, spune profesorul. În acest caz, tânăra nu mai are ce căuta la jocul de a doua zi. „Dacă totuși vine, muzicanții cântă marșul de plecare, iar fata este scoasă de un flăcău din joc“, explică Dumitru Hriscu.			
Pe timp de iarnă se adunau acasă la un gospodar mai înstărit mai multe fete, acestea fie țeseau prosoape, torceau lâna, altele făceau mâncare. La clacă veneau și flacăii satului, iar, în momentele de pauză, flăcăii scoteau fetele la dans, deoarece, de regulă, gazda aducea și lăutari. Cu acest prilej, se înfiripau, adesea, cele mai bune relații de prietenie, care, ulterior, duceau la căsătorii, relatează prof. Vasile Boca.
După încheierea sărbătorilor de iarna, în viața satului urma o perioadă de liniște, înaintea muncilor agricole de primăvară. Lumea satului participa la șezătoare cu un sentiment ritualic, supunându-se randuielii obștei tradiționale. Obiceiul se raporta la destinul uman, individual sau colectiv, fiind, totodată, un obicei de inițiere a tinerilor în muncă, joc și viată, un loc de întâlnire a fetelor cu feciorii, un prilej de etalare a hărniciei și inteligenței.						Șezătorile se organizau, în special, pentru torsul lânii sau al cânepii, povestește directorul Căminului Cultural al comunei Scobinți, d-nul Dumitru Hriscu. Femeile și fetele prezente, cântau cântece satirice, spuneau snoave, povești, ghicitori, jucau tot felul de jocuri distractive, dar nu uitau nici să bârfească tot ce se vorbea prin sat, despre unii și altii. Se mâncau boabe de cucuruz fiert, crupe, covarsă, mălai, sarmale, pâine pe vatra, cozonac, colaci, fructe uscate, nuci, alune și alte bunătăți, pregatite de gazdă sau aduse de celelalte femei. Dupa venirea feciorilor, sporul lucrului scădea considerabil, aceștia luându-le fusul pentru a obține drept plată „câte-o gură”, sau încurcându-le în alte moduri, scopul fiind același: sărutarea drept rasplată. 								Aveau și feciorii cântecele și jocurile lor, care, însă, nu le excludeau pe femei și fete. În repertoriul obiceiului, găsim cântece de cătănie, de înstrăinare, satirice, dar și jocuri, precum „gâsca”, „puricele”, care starneau hazul celor prezenți. Fiecare întâlnire se incheia cu mâncare, băutură și joc, sârba, ciobănașul și rusasca fiind dansurile specifice zonei.